# 八幡東警察署
八幡東警察署（やはたひがしけいさつしょ）は、福岡県警察が管轄する警察署の一つで、北九州地区に属す。署長の階級は警視。

## 所在地
- 福岡県北九州市八幡東区大谷1丁目1番1号

## 管轄区域
- 北九州市八幡東区

## 沿革

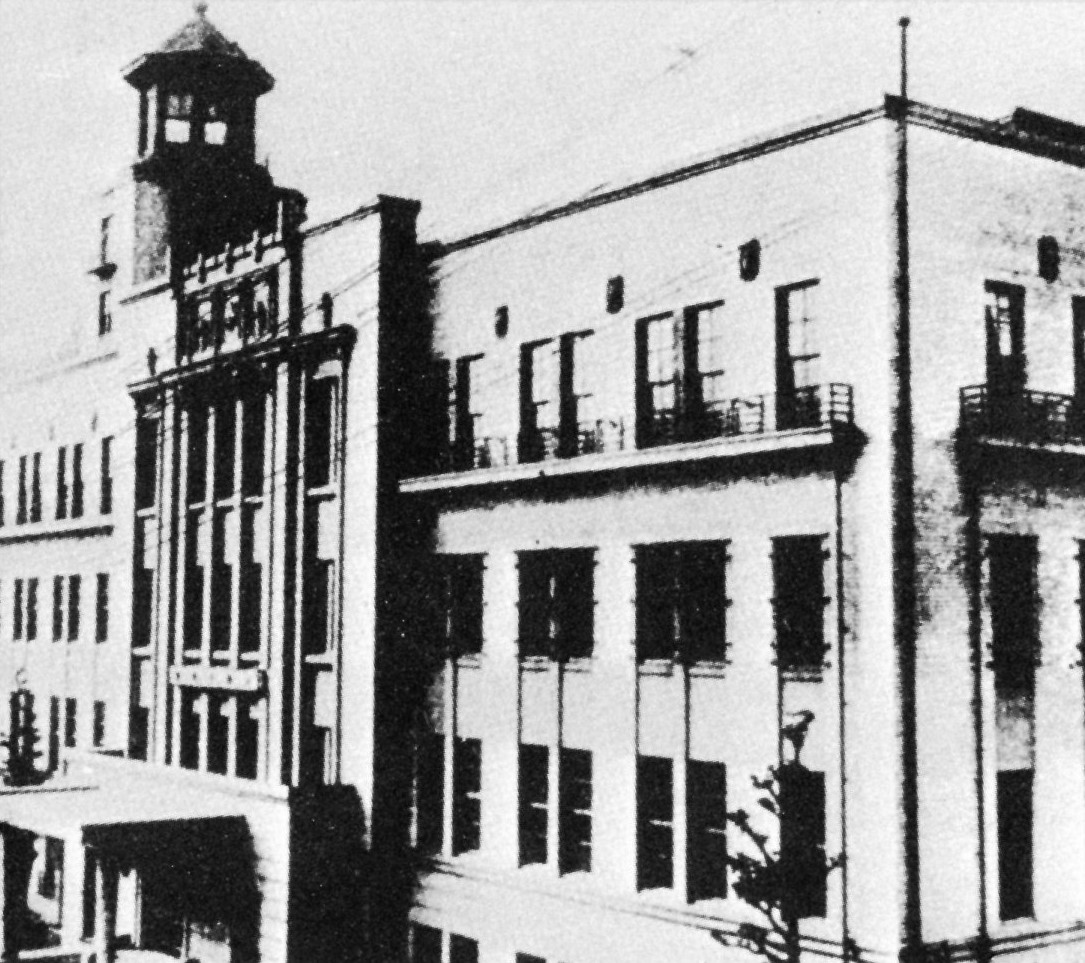
1935年（昭和10年）に完成した2代目の八幡警察署（現・八幡東警察署）

- 1877年（明治10年）2月25日 - 芦屋警察署黒崎分署開設。
- 1906年（明治39年）12月28日 - 八幡警察署に昇格。
- 1986年（昭和61年）11月1日 - 八幡東、八幡西警察署に分割。
- 1988年（昭和63年）11月30日 - 現庁舎新築。

## 組織
- 総務課
- 会計課
- 交通課
- 生活安全課
- 刑事課
- 地域課
- 警備課

## 交番
- 枝光交番 - 北九州市八幡東区枝光1-1-10
- 昭和交番 - 北九州市八幡東区昭和1-6-9
- 春の町交番 - 北九州市八幡東区春の町1-1-1
- 大蔵交番 - 北九州市八幡東区大蔵1-15-5
- 八幡駅前交番 - 北九州市八幡東区西本町3-5-20

## 駐在所
- 河内駐在所 - 北九州市八幡東区大字大蔵2500-1